# Воєнний блок

Найбільші військові блоки, одним з принципів яких є колективна безпека:
НАТО
УНАСУР
ШОС, ОДКБ
АС

Воєнний блок або Воєнно-політичний блок — військово-політичний союз або угода держав з метою спільних дій для вирішення загальних політичних, економічних і військових завдань. 

## Загальний опис
Воєнні блоки та союзи створювалися ще в старовину, проте їх значення особливо зросло із зародженням капіталізму.
Найвідомішими в історії воєнними блоками були:
- військовий союз Франції, Данії, Швеції, Голландії і італійських держав, що виступав проти Іспанії в Тридцятилітній війні 1618—1648;
- «Північний союз» (Росія, Данія, Польща, Саксонія, пізніше Франція і Пруссія), що виступав проти Швеції в Північній війні 1700—1721;
- коаліції різних європейських держав, що виступали проти Франції (кінець XVII — початок XIX ст.);
- військовий союз Великої Британії, Франції, Туреччини і Сардинії, що виступав проти Росії в Кримській війні 1853—1856.

В епоху імперіалізму, із загостренням боротьби між основними імперіалістичними державами і різким розмежуванням їх на ворожі угрупування, воєнно-політичні союзи стали створюватися на тривалий термін. Перед початком Першої світової війни 1914—1918 утворилися два основних воєнно-політичні союзи:
- Троїстий союз 1882 (Німеччина, Австро-Угорщина, Італія), якому протистояли військовий союз Франції і Росії (1892), і
- Антанта (фр. «Entente cordial») — союз Великої Британії і Франції (1904), перетворені в 1907 у «Потрійну згоду» («Потрійна Антанта») — союз Великої Британії, Франції і Росії.

Напередодні Другої світової війни 1939—1945 рр. був створений воєнний блок фашистських держав — «Антикомінтернівський пакт» (1936) між Німеччиною і Японією; у 1937 до нього приєдналася Італія, а пізніше Угорщина, Іспанія тощо. На початку війни йому протистояв воєнно-політичний блок західних країн (Велика Британія, Франція, Бельгія, Польща тощо). У серпні 1941 був утворений англо-американський блок (Атлантична хартія). У липні 1941 СРСР уклало угоду з Великою Британією, а у вересні підписав декларацію про приєднання до Атлантичної хартії. До січня 1942 завершилося утворення антигітлерівської коаліції, до якої увійшли Велика Британія, США, СРСР, Франція та інші країни (загалом 26 держав).